# Tiro esportivo nos Jogos Pan-Americanos de 2023 - Skeet feminino
A competição do skeet feminino do tiro esportivo nos Jogos Pan-Americanos de 2023 foi disputada em 21 e 22 de outubro de 2023 no Polígono de Tiro, em Pudahuel. Um total de 12 atiradoras de 9 Comitês Olímpicos Nacionais (CON) participaram do evento.

## Calendário
Horário local (UTC−3).
| Data          | Hora  | Fase                   |
| ------------- | ----- | ---------------------- |
| 21 de outubro | 9:30  | Qualificatória – Dia 1 |
| 22 de outubro | 9:30  | Qualificatória – Dia 2 |
| 22 de outubro | 13:30 | Final                  |

## Medalhistas
| Ouro   | CHI Francisca Crovetto |
| Prata  | MEX Gabriela Rodríguez |
| Bronze | PER Daniella Borda     |

## Resultados

### Qualificatória
As seis primeiras atiradoras se classificam para a final.
| Pos. | Atiradora            | CON                                 | Dia 1 | Dia 1 | Dia 1 | Dia 2 | Dia 2 | Total | S-off | Notas |
| Pos. | Atiradora            | CON                                 | 1     | 2     | 3     | 1     | 2     | Total | S-off | Notas |
| ---- | -------------------- | ----------------------------------- | ----- | ----- | ----- | ----- | ----- | ----- | ----- | ----- |
| 1    | Francisca Crovetto   | CHI Chile                           | 23    | 24    | 25    | 24    | 24    | 120   | +2    | Q,    |
| 2    | Gabriela Rodríguez   | MEX México                          | 25    | 23    | 23    | 25    | 24    | 120   | +1    | Q,    |
| 3    | Dania Vizzi          | USA Estados Unidos                  | 24    | 22    | 24    | 25    | 24    | 119   |       | Q     |
| 4    | Geórgia Furquim      | BRA Brasil                          | 24    | 23    | 23    | 24    | 24    | 118   |       | Q     |
| 5    | Emily Padilla        | EAI Equipe de Atletas Independentes | 23    | 21    | 24    | 24    | 22    | 114   | +3    | Q     |
| 6    | Daniella Borda       | PER Peru                            | 24    | 23    | 22    | 23    | 22    | 114   | +2    | Q     |
| 7    | Michelle Elliot      | BAR Barbados                        | 20    | 20    | 22    | 25    | 23    | 110   |       |       |
| 8    | Paola Bermúdez       | PUR Porto Rico                      | 21    | 21    | 21    | 22    | 23    | 108   |       | CB:4  |
| 9    | Madeleine Boyd       | CAN Canadá                          | 21    | 24    | 20    | 21    | 22    | 108   |       |       |
| 10   | Josefa Rodríguez     | CHI Chile                           | 21    | 21    | 21    | 20    | 22    | 105   |       | CB:1  |
| 11   | Anabel Molina García | MEX México                          | 21    | 20    | 19    | 20    | 23    | 103   |       |       |
|      | Austen Smith         | USA Estados Unidos                  |       |       |       |       |       | DNS   |       |       |

### Final
| Pos.              | Atiradora              | Séries | Séries | Séries | Séries | Séries | Séries | Notas |
| Pos.              | Atiradora              | 1      | 2      | 3      | 4      | 5      | 6      | Notas |
| ----------------- | ---------------------- | ------ | ------ | ------ | ------ | ------ | ------ | ----- |
| Medalha de ouro   | CHI Francisca Crovetto | 8      | 16     | 24     | 32     | 42     | 50     | SO: 4 |
| Medalha de prata  | MEX Gabriela Rodríguez | 7      | 16     | 24     | 33     | 41     | 50     | SO: 3 |
| Medalha de bronze | PER Daniella Borda     | 8      | 15     | 24     | 34     | 40     | —      |       |
| 4                 | USA Dania Vizzi        | 7      | 14     | 23     | 29     | —      | —      |       |
| 5                 | BRA Geórgia Furquim    | 7      | 14     | 21     | —      | —      | —      |       |
| 6                 | EAI Emily Padilla      | 7      | 14     | —      | —      | —      | —      |       |